# フランコ・ボッターリ
フランコ・ボッターリ（Franco Bottari, 1925年 - ）は、イタリアの美術監督、美術デザイナー、衣裳デザイナー、映画監督、脚本家である。

## 来歴・人物
1925年（大正14年）、カンパニア州カゼルタ県カゼルタに生まれる。
1959年（昭和34年）に発表されたジャクリーヌ・オードリー監督によるイタリア・フランス合作映画『騎士デオンの秘密』で、美術デザイナーを務めたフランス側スタッフであるアレクサンドル・トローネルのもとで、「セット装飾」係としてクレジットされたのが、もっとも古い記録である。1965年（昭和40年）、ミケランジェロ・アントニオーニ、マウロ・ボロニーニ、フランコ・インドヴィナが監督として参加したオムニバス『三つの顔』で、美術監督を務める。
1968年 （昭和43年）、アントニオ・マルゲリーティ監督の『裸になれば死ぬ』で、美術から離れて初めて脚本家としてクレジットされる。1973年（昭和48年）、『24時間それ以上は1分もない』で監督業に進出、1979年（昭和54年）までに『女性の欲求』『愚者の未亡人』の合計3作を監督する。
1980年（昭和55年）に発表されたアルド・グリマルディ監督の『ウェイトレスが旅行客を誘惑する』の美術を手がけて以降、作品歴が見当たらない。

## フィルモグラフィ
一部を除きインターネット・ムービー・データベースに掲載された一覧である。

### 1960年代
- 『騎士デオンの秘密』 Le secret du Chevalier d'Éon : 監督ジャクリーヌ・オードリー、1959年 - セット装飾

- 『三つの顔』 I tre volti : 監督ミケランジェロ・アントニオーニ / マウロ・ボロニーニ / フランコ・インドヴィナ、オムニバス、1965年 - 美術監督（Il provino および Gli amanti celebri）
- 『目をさまして殺せ』 Svegliati e uccidi : 監督カルロ・リッツァーニ、1966年 - 美術デザイナー・衣裳デザイナー
- 『イタリア式愛のテクニック』 Come imparai ad amare le donne : 監督ルチアーノ・サルチェ、1966年 - 環境
- Pronto... c'è una certa Giuliana per te : 監督マッシモ・フランチオーザ、1967年 - セット装飾・衣裳デザイナー
- 『新・夕陽のガンマン/復讐の旅』 Da uomo a uomo, 英語題 Death Rides a Horse : 監督ジュリオ・ペトローニ、1967年 - 美術デザイナー
- 『それぞれは自分のために』 Ognuno per sé, 英語題 The Ruthless Four : 監督ジョルジョ・カピターニ、1968年 - 美術デザイナー
- 『裸になれば死ぬ』 Nude... si muore : 監督アントニオ・マルゲリーティ、1968年 - 脚本
- 『風の無法者』 Al di là della legge : 監督ジョルジョ・ステガーニ、1968年 - 美術デザイナー
- 『右曲がりの土曜日』 Seduto alla sua destra, 英語題 Black Jesus : 監督ヴァレリオ・ズルリーニ、1968年 - 美術監督・衣裳デザイナー
- 『殺しのための10万ドル』 Per 100,000 dollari ti ammazzo : 監督ジョヴァンニ・ファーゴ、1968年 - 美術監督
- 『倦怠の時代』 L'età del malessere : 監督ジュリアーノ・ビアジェッティ、1968年 - 美術監督
- 『ガラスの部屋』Plagio : 監督セルジオ・カポーニャ、1969年 - 美術監督・衣裳デザイナー
- 『ゲバルトSEX』 Amarsi male : 監督フェルナンド・ディ・レオ、1969年 - 美術デザイナー
- 『裸でどこ行くの?』 Dove vai tutta nuda? : 監督パスクァーレ・フェスタ・カンパニーレ、1969年 - 美術デザイナー
- 『黒い羊』 La pecora nera : 監督ルチアーノ・サルチェ、1969年 - 美術デザイナー
- 『恥辱』 La stagione dei sensi : 監督マッシモ・フランチオーザ、1969年 - 美術監督
- 『甘く危険な女』 Così dolce... così perversa : 監督ウンベルト・レンツィ、1969年 - 美術監督
- 『彼女についてはなにも知らない』 Senza sapere niente di lei : 監督ルイジ・コメンチーニ、1969年 - 美術デザイナー
- Il prof. Dott. Guido Tersilli, primario della clinica Villa Celeste convenzionata con le mutue : 監督ルチアーノ・サルチェ、1969年 - 美術監督・美術デザイナー
- 『ガラガラ蛇の夜』 La notte dei serpenti : 監督ジュリオ・ペトローニ、1969年 - 美術デザイナー・セット装飾
- 『殺戮の子ら』 I ragazzi del massacro : 監督フェルナンド・ディ・レオ、1969年 - 美術デザイナー

### 1970年代
- 『あるイタリア人の日記』 Diario di un italiano : 監督セルジオ・カポーニャ、1973年 - 美術監督
- 『去り行く前にもう一度』 Ancora una volta prima di lasciarci : 監督ジュリアーノ・ビアジェッティ、1973年 - 美術監督
- 『24時間それ以上は1分もない』 24 ore... non un minuto di più : 1973年 - 監督・原案・脚本（初監督作）
- La polizia chiede aiuto : 監督マッシモ・ダッラマーノ、1974年 - 美術監督
- 『暴行列車』 L'ultimo treno della notte : 監督アルド・ラド、1975年 - 美術デザイナー・衣裳デザイナー
- 『淫欲の波』 Una ondata di piacere : 監督ルジェッロ・デオダート、1975年 - 脚本・美術デザイナー
- Labbra di lurido blu : 監督ジュリオ・ペトローニ、1975年 - 脚本・美術監督
- 『高熱』 Febbre da cavallo : 監督ステーノ、1976年 - セット装飾
- 『バニシング』 Uomini si nasce poliziotti si muore : 監督ルッジェロ・デオダート、1976年 - 美術デザイナー
- 『復讐警部・白昼の凶悪爆破魔』 Quelli della calibro 38, 英語題 Colt 38 Special Squad : 監督マッシモ・ダッラマーノ、1976年 - 脚本
- 『女性の欲求』 Voglia di donna : 1978年 - 監督・原案・脚本
- 『分署長ヴェッラッツァーノ』 Il commissario Verrazzano : 監督フランコ・プロスペリ、1978年 - 脚本
- 『種馬』 Lo stallone : 監督ティツィアーノ・ロンゴ、1979年 - 美術監督
- 『潜望鏡』 El periscopio : 監督ホセ・ラモン・ラルラース、1979年 - 装置設計
- 『愚者の未亡人』 La vedova del trullo : 1979年 - 監督・脚本

- 『ウェイトレスが旅行客を誘惑する』 La cameriera seduce i villeggianti : 監督アルド・グリマルディ、1980年 - 美術デザイナー

## 註
1. 1 2 3 4 5 6 7  Franco Bottari, インターネット・ムービー・データベース （英語）, 2011年2月25日閲覧。
2. ↑  Franco Bottari, allmovie （英語）, 2011年2月25日閲覧。

## 関連事項
- イタリア式コメディ
- マカロニ・ウェスタン
- ジャクリーヌ・オードリー （en:Jacqueline Audry）
- フランコ・インドヴィナ （en:Franco Indovina）
- カルロ・リッツァーニ （en:Carlo Lizzani）
- ジュリオ・ペトローニ （it:Giulio Petroni）
- ジョルジョ・カピターニ （en:Giorgio Capitani）
- ジョルジョ・ステガーニ （en:Giorgio Stegani）
- フェルナンド・ディ・レオ （en:Fernando Di Leo）
- ジョヴァンニ・ファーゴ （it:Giovanni Fago）
- ジュリアーノ・ビアジェッティ （it:Giuliano Biagetti）
- セルジオ・カポーニャ （de:Sergio Capogna）
- マッシモ・ダッラマーノ （it:Massimo Dallamano）
- アルド・ラド （en:Aldo Lado）
- ルジェッロ・デオダート （en:Ruggero Deodato）
- フランコ・プロスペリ （it:Franco Prosperi）
- ティツィアーノ・ロンゴ （it:Tiziano Longo）
- ホセ・ラモン・ラルラース （es:José Ramón Larraz）
- アルド・グリマルディ （it:Aldo Grimaldi）